# Рюшиланроко
Рюшиланроко — ручей в России, протекает по территории Ледмозерского сельского поселения Муезерского района и Боровского сельского поселения Калевальского района Республики Карелии. Длина ручья — 15 км.
Ручей берёт начало из болота без названия на высоте выше 142,5 м над уровнем моря.
Течёт преимущественно в северо-западном направлении по заболоченной местности.
Ручей в общей сложности имеет три притока суммарной длиной 8,0 км.
Втекает с правого берега в реку Чирко-Кемь.
Населённые пункты на ручье отсутствуют.
Код объекта в государственном водном реестре — 02020000912102000004188.